# Lophiodes reticulatus
Lophiodes reticulatus är en fiskart som beskrevs av S. Caruso och Suttkus, 1979. Lophiodes reticulatus ingår i släktet Lophiodes och familjen marulksfiskar. Inga underarter finns listade i Catalogue of Life.